# 슬픈남자
"슬픈남자"는 2015년에 개봉한 대한민국의 영화이다.

## 캐스팅
- 서종철 : 상철 역
- 이제관 : 덕현 역
- 성민수 : 상권 역
- 함천길 : 기태 역
- 이이현 : 도끼 역
- 김정민 : 작두 역
- 박영선 : 꼴통 역
- 이승주 : 날파리 역
- 김승훈 : 성환 역
- 이미애 : 혜숙 역
- 심주형 : 광식 역
- 유미 : 가수 역 (특별출연)